# Jablan (Vrbovsko)
Pour les articles homonymes, voir Jablan.
Jablan est une localité de Croatie située dans la municipalité de Vrbovsko, comitat de Primorje-Gorski Kotar. En 2001, la localité comptait 223 habitants.

## Démographie
| 1948 | 1953 | 1961 | 1971 | 1981 | 1991 | 2001 |
| ---- | ---- | ---- | ---- | ---- | ---- | ---- |
| 301  | 302  | 310  | 271  | 208  | 230  | 223  |